# 日向ほずみ
日向 ほずみ（ひゅうが ほずみ）は、日本の女性声優。主にアダルトゲームに出演。

## 出演作品

### ゲーム
- Officer's～女捜査官達の淫獄～（エンジェル）
- 少女退魔師美里～淫獄の復讐者～（真鈴[1]）
- 青春18ラヂオ（新田 まりも）
- さわさわ絵にっき3 ～みみっこと××(ちょめちょめ)編～（恵理[2]）
- I.D.調教アーカイブス（サイリ[3]）
- ドールズ・ラブポーション（環）

### ラジオドラマ
- Jaki☆心の中の天邪鬼～素直になりたい貴方へ～（愛子）

### その他
- 黙ってもってけ声優サウンド/迷惑電話撃退サウンド2